# Američka mandarinka
Američka mandarinka (karolinka, lat. Aix sponsa) je patka srednje veličine iz roda Aix koja živi u šumovitim lokvama i močvarama Sjeverne Amerike, te je jedna od samo nekoliko sjevernoameričkih patkarica koje se gnijezde u rupama u drveću. Usto je i jedina sjevernoamerička patka koja se gnijezdi dvaput godišnje. Autohtona je sjevernoamerička vrsta, što se zna iz fosilnih ostataka. Mnogi ljudi je smatraju jednom od najljepših patkarica. 

## Opis
Američka mandarinka duga je 47-54 cm, a teška je 460-680 grama. Ima raspon krila od 66-73 cm. Oba spola imaju šiljastu glavu. Hrana ovoj ptici su: sjemenke, žirevi, voće te vodeni i kopneni beskralješnjaci. Nije baš druželjubiva, jako je plašljiva i sramežljiva.

### Mužjak

#### Promjenjivo perje
Ovakvo perje mužjak nosi od listopada do lipnja. Glava je pokrivena zelenim i ljubičastim perjem. Duga perjanica također je zelena i ljubičasta. Od kljuna, preko oka, pa sve do stražnje strane perjanice pruža se tanka bijela crta. Vrat je bijele boje. Kljun je crven, s tankom žutom mrljom i tamnim vrhom. Oči su crvene boje. Prsa su crvenkasta. Bijela pruga proteže se stranom prsnog koša, iza nje je crna pregrada. Područje ispod repa je crvenkastoljubičasto. Rep je crn s brončanim sjajem. Trbuh je bijele boje, a noge i stopala su prljavožute boje. 

#### Osnovno perje
Glava i tijelo su sive boje. Glava je bez duge perjanice, ali je ipak gusta. Grlo je bijelo. Kruna je tamna. Iza oka proteže se tanka bijela linija. Krila su plavkaste boje. Kljun je crven i bez sjaja.

### Ženka
Ženka ima gustu perjanicu na glavi. Glava i obrazi su sivi s brončanim i ljubičastim sjajem. Bijelo područje oko očiju sužava se prema natrag. Brada i vrat su bijele boje. Gornji dio tijela je maslinastozelene boje i ima metalni sjaj. Prsa su sivosmeđa, prošarana žutomrkim prugama. Rep je taman. Kljun je također taman i ima bijelu prugu. Noge i stopala su sivkastožute boje.

### Pačić
Pačić jako nalikuje odrasloj ženki. Gornji dio tijela je smeđesive boje. Obrazi su svjetlosivi. Oko očiju mu se nalazi bijeli krug, kao i odraslim pticama. Grlo je bijelo, a kruna je tamna. Tamna pruga proteže se iz oka prema leđima. 

## Razmnožavanje
Karolinka se gnijezdi u središnjem i istočnom dijelu Sjedinjenih Američkih Država, jugoistočnoj Kanadi i duž pacifičke obale. Najveća stopa razmnožavanja je u dolini rijeke Mississippi. Posljednjih desetljeća karolinke su se počele više gnijezditi i na područjun Velike nizine nakon razvoja šumovite obale. 
Gnjezdi se u rupama u stablima obično iznad vode. Rupa za gniježdenje ima vrlo malo, pa karolinka vrlo često koristi ptičje kućice predviđene za to. Ženka prosječno polaže 9-14 kremastobijelih do žutomrkih jaja. Ako su kućice previše blizu jedna drugoj, ženke polažu jaja u gnijezdima drugih ženki, pa tako na jednom mjestu može biti i do 40 jaja. Inkubacija traje 28-30 dana, te mužjak nema nikakvu ulogu u njoj.
Dan nakon što se izlegnu, pačići odmah brzo izlaze iz stabla i idu prema vodi. Majka ih poziva da se vrate k njoj, ali ni to nikako ne pomaže. Pačići mogu skočiti s visine do 89 metara bez ikakve ozljede. 

## Zaštita
Kad su Europljani došli u Sjevernu Ameriku, počeli su karolinku iskorištavati više nego što su Indijanci do tada. U to vrijeme lov na patke bio je jako popularan zbog njihovog perja i mesa. Tada nije bilo propisa o lovu, pa je 1900. karolinka postala rijetka. Konvencijom o zaštiti ptica selica iz 1916. postignut je sporazum između Velike Britanije (u korist Kanade) i SAD-a. Između 1918. i 1941. provedena je zabrana lova.
Između 1972. i 1989. u prosjeku je svake godine u Sjevernoj Americi ubijeno 1.189.000 jedinki ove ptice, 121.000 u Kanadi i 1.068.000 u SAD-u. 
Najveći uzrok smrtnosti karolinke je čovjek, a to posebno čini lovom i promatranjem ptica. Ostali smrtosni posrednici su rakun, zmije, bolesti i paraziti. 

## Galerija
- Iz profila
- Par
- Pače